# Hitsch Jenny

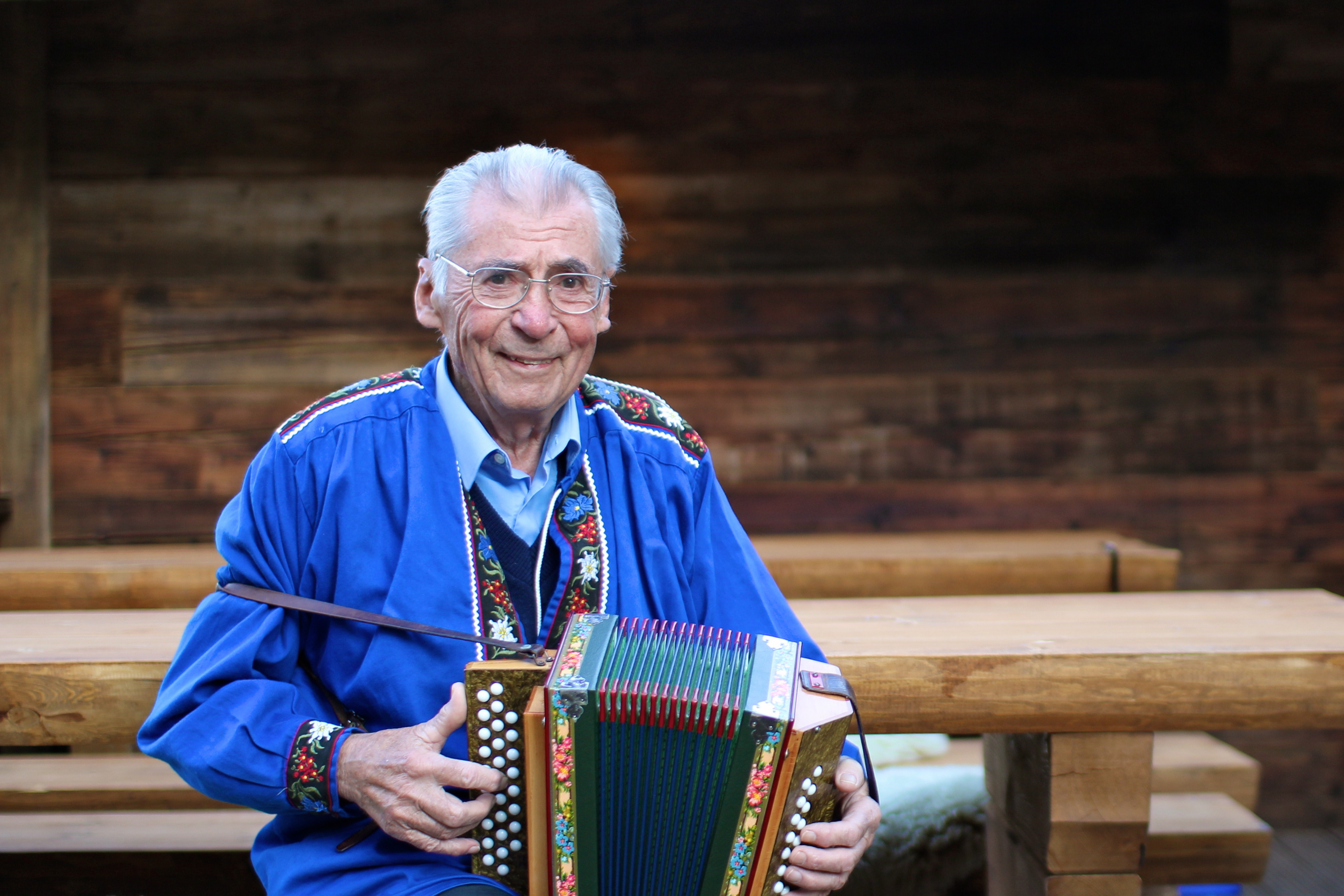
Hitsch Jenny

Hitsch Jenny, walserdeutsch für Christian Jenny (* 24. April 1927 in Chur; † 19. Februar 2022 in Arosa), war ein Schweizer Komponist, Kapellmeister und Schwyzerörgelispieler aus dem Schanfigg im Kanton Graubünden.

## Leben und Wirken
Seine musikalische Laufbahn begann er mit der diatonischen Handharmonika im Handharmonika-Club «Edelweiss» in Chur.
Von 1942 bis 1950 trat Hitsch Jenny mit Martin Rüttener als Schwyzerörgeli-Duo auf. Danach spielte er in den Kapellen «Hans Stury», «Montalin», «Calanda» und in der Aroser Kapelle «Edy Capun» mit.
1956 zog Hitsch Jenny von Chur nach Arosa, wo er als Steuer- und Grundbuchverwalter, als Kreisgerichts-Aktuar sowie als Spieler des EHC Arosa tätig war. Dazu war Jenny 38 Jahre lang Mitglied und Präsident der lokalen Vormundschaftsbehörde. Er lebte dann weiterhin in Arosa.

## Das Schanfigger Schwyzerörgeliquartett/das Schanfigger Ländlerquintett
Ende der 1960er-Jahre gründete Jenny das Schanfigger Schwyzerörgeliquartett. 1968 trat Jenny mit dem Bassisten Rolf Hess und dem Klarinettisten Paul Mattli erstmals als Schanfigger Ländlertrio auf. Das Trio ergänzte er später mit seinem Cousin Josias Jenny und dem Klarinettisten Silvio Caluori zum Schanfigger Ländlerquintett, welches zu den musikalisch besten und stilsichersten Vertretern der Bündner Volksmusik gehört. Ihr Stegreifspiel erscheint als einmalige Improvisation in der Begleitung. Ohne die führende Melodie zu stören, wird eine Begleitmelodie gespielt – eigentlich ein zweites Stück –, das sich mit der Melodie zu einem Ganzen mischt und eine spezielle Klangart darstellt.

## Diskographie
Jenny schrieb über 200 Kompositionen und hat über 30 Schallplatten bzw. und CD eingespielt, z. B. Hitsch Jenny mit dem Schanfigger Ländlerquintett und dem Schanfigger Schwyzerörgeliquartett: «Rassig urchig us em Schanfigg», 2012.